# Ainsi va mon cœur
 (mai 2024).
Pour plus de détails, voir Fiche technique et Distribution.
Ainsi va mon cœur (So Goes My Love) est un film américain réalisé par Frank Ryan, sorti en 1946.

## Fiche technique
- Titre original : So Goes My Love
- Titre britannique : A Genius in the Family
- Titre français : Ainsi va mon cœur
- Réalisation : Frank Ryan
- Scénario : Bruce Manning et James Clifden
- Photographie : Joseph A. Valentine
- Montage : Ted J. Kent
- Musique : Hans J. Salter
- Production : Frank Mancuso Jr.
- Pays d'origine : États-Unis
- Format : Couleurs - 1,37:1 - Mono
- Genre : Comédie dramatique
- Durée : 88 minutes
- Date de sortie : 1946

## Distribution
- Myrna Loy : Jane Budden Maxim
- Don Ameche : Hiram Stephens Maxim
- Rhys Williams : Magel
- Bobby Driscoll : Percy Maxim
- Richard Gaines : M. Josephus Ford
- Molly Lamont : la cousine Garnet Allison
- Sarah Padden : Bridget
- Renie Riano : Emily
- Clara Blandick : Mme Meade
- Howard Freeman : Willis
- John Gallaudet : Theodore Allison
- Pierre Watkin : l'homme du comité (non-crédité)